# إعجاز القرآن

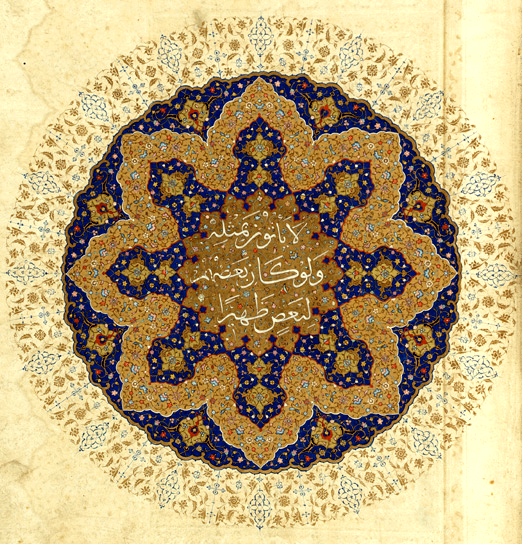
صفحة من القرآن الكريم تعود إلى القرن السادس عشر. كتب عليها الآية:

إعجاز القرآن في الإسلام هو اعتقاد عند المسلمين ينص على أن القرآن له صفة إعجازية من حيث المحتوى والشكل، ولا يمكن أن يضاهيه كلام بشري. ووفقًا لهذا الاعتقاد، فإن القرآن هو الدليل المعطى للنبي محمد ﷺ للدلالة على صدقه ومكانته النبوية. يؤدي الإعجاز غرضين رئيسين الأول وهو أثبات أصالة القرآن وصحته كمصدر من إله واحد. والثاني هو إثبات صدق نبوة محمد ﷺ الذي نزل عليه لأنه كان ينقل الرسالة. ظهر مفهوم إعجاز القرآن منذ اليوم الأول لقيام النبي محمد ﷺ بتبليغه للعرب حيث كان يبلغ من العمر آنذلك 40 عامًا.
الإعجاز لغةً: مشتقٌ من عجزُ عجزاً، فهو عاجزٌ. أي: ضعيفٌ. والمعنى: ضعف عن الشئ، ولم يقدر عليه، ويقال أعجزني فلانٌ إذا عجزت عن طلبه وإدراكه. والإعجاز القرآني مصطلح يدل على: قصور الإنس والجن عن أن يأتوا بمثل القرآن الكريم أو بسورةٍ من مثلهِ.
وقد بين القرآن ما أصاب العرب عند سماعهم آياته لأول مرة، فبعضهم وصف النبي محمد ﷺ بأنه شاعر فأنزل الله تعالى في سورة يس: ﴿وَمَا عَلَّمْنَاهُ الشِّعْرَ وَمَا يَنْبَغِي لَهُ إِنْ هُوَ إِلَّا ذِكْرٌ وَقُرْآنٌ مُبِينٌ ۝٦٩﴾ [يس:69]، وبعضهم قال أن النبي محمد ﷺ قد نقل هذا الكلام ممن سبقوه، يقول الله تعالى في سورة الفرقان: ﴿وَقَالُوا أَسَاطِيرُ الْأَوَّلِينَ اكْتَتَبَهَا فَهِيَ تُمْلَى عَلَيْهِ بُكْرَةً وَأَصِيلًا ۝٥﴾ [الفرقان:5]، بينما اتهم بعضهم النبي محمد ﷺ بأنه ساحر يقول الله تعالى في سورة يونس: ﴿أَكَانَ لِلنَّاسِ عَجَبًا أَنْ أَوْحَيْنَا إِلَى رَجُلٍ مِنْهُمْ أَنْ أَنْذِرِ النَّاسَ وَبَشِّرِ الَّذِينَ آمَنُوا أَنَّ لَهُمْ قَدَمَ صِدْقٍ عِنْدَ رَبِّهِمْ قَالَ الْكَافِرُونَ إِنَّ هَذَا لَسَاحِرٌ مُبِينٌ ۝٢﴾ [يونس:2]
وفقًا لصوفيا فاسالو وهي باحثة معاصرة في علم اللاهوت، فإن الأخبار التي وصلت إلينا عن طريقة تلقي العرب للقرآن وإصابتهم بالحيرة أمر بالغ الأهمية في النقاشات. تقول صوفيا:«إن العرب لما سمعوا القرآن أحتاروا في محاولة تصنيف كلماته وتسائلوا: هل هذا شعر؟" "هل هذا سحر؟" "هل هو أساطير؟" لم يتمكن العرب من العثورعلى أي شكل أدبي يتوافق مع القرآن».

## تاريخ
كان للجاحظ وغيره من المفكرين والأدباء المسلمين تأثير في تشديدهم على فصاحة القرآن وبيانه مما جعل لفظة «الإعجاز» تزداد ارتباطا بما له من أسلوب بلاغي رفيع. غير أن بعضهم قالوا بأن فكرة الإعجاز يجب الا تفهم هذا الفهم الضيق ومنهم «إبراهيم النظام» الذي أدخل إلى النقاش الدائر بين العلماء فكرة «الصرفة» قائلا إن إعجاز القرآن الكريم يقوم على «أن الله صرف العرب عن معارضته بأن سلب علومهم به» ولم يقبل هذا الفكرة إلا قلائل.
واستمرت الكتابات عن الإعجاز منذ القرن الثالث الهجري لكن وجوه الإعجاز ظل مدار نقاش بين المفكرين المسلمين. كتب الكثير منهم في الإعجاز منهم أبو الحسن الرماني في كتابه «النكت في إعجاز القرآن» وهو من أوائل المؤلفات التي وردت لفظة الإعجاز في عناوينها.
أما أبو سليمان الخطابي فرفض فكرة الصرفة في كتابه «بيان إعجاز القرآن» ورفض أن تكون أخبار المستقبل من وجوه الإعجاز واعتبر التأثير النفسي الذي للقرآن في النفوس مظهرا من مظاهر الإعجاز ووافقه في رأيه أبو بكر الباقلاني في كتابه «إعجاز القرآن» على تفرد بلاغة القرآن وتميز أسلوبه.
أما القاضي عبد الجبار فيؤكد في كتابه "المغني في أبواب التوحيد والعدل" أن أسلوب القرآن المتميز هو وجه من وجوه إعجازه وأن هذه الفصاحة ناتجة من امتياز اللفظ والمعنى. أما عبد القاهر الجرجاني فله العديد من الأراء في الإعجاز وضعها في كتابيه "دلائل الاعجاز" و"أسرار البلاغة" منها أن الالفاض المفردة بحد ذاتها لا ميزة للواحدة منها على الأخرى وأن المعاني بحد ذاتها لا وجود لها بدون الالفاض ولذلك لا ينبغي الحكم على درجة بلاغتها مفردة بل مجتمعة في نظم. أما في كتب التفسير كما يقول فلم يأت من المفسرين من استعمل علوم البلاغة النامية في فهم نصه وإلقاء الضوء على إعجازه وجمال أسلوبه خير من الزمخشري في كتابه "الكشاف"." وجاء بعد الزمخشري"مؤلفون كثيرون لكنهم لم يزيدوا شيئا يذكر على مفهوم الاعجاز."
وفي القرن العشرين أعاد الإمام محمد عبده الدراسات إلى "البساطة المعقولة وبحث الإعجاز بشكل مختصر في كتابه "رسالة التوحيد" فابتعد عن التحليل المفصل لمسائل النحو والبلاغة في القرآن. وخصص مصطفى صادق الرافعي كتابا للإعجاز أسماه "إعجاز القرآن والبلاغة النبوية" وفيه تحدث عن "العجز البشري عن محاولة المعجزة. واستمرار هذا العجز على مر العصور." وشدد عبد المتعال الصعيدي في كتابه "النظم الفني في القرآن" على النظر إلى القرآن ككل وعلى "علم ارتباط الايات".
أما سيد قطب فكتب العديد من المؤلفات في الإعجاز منها «التصوير الفني في القرآن» و«مشاهد القيامة في القرآن» و«في ظلال القرآن» أولى فيها النواحي الجمالية والبلاغية في أسلوب القرآن اهتماما كبيرا ورأى انه «يعبر بالصور المحسة المتخيلة عن المعنى الذهني والحالة النفسية والمشهد المنظور.»

## أنواعه
تتعدد أنواع الإعجاز القرآني وتتنوع لتشمل العديد من المواضيع فمنها:
- الإعجاز البياني، وهو قدرة القرآن الكريم على إيصال المعاني والرسائل المختلفة بوضوح وبلاغة يعجز البشر عن الإتيان بمثلها.
- الإعجاز العلمي هو إخبار القرآن الكريم بالحقائق العلمية المختلفة كعلوم الفضاء والبحار والجبال وغيرها والتي لم يكن ممكنا إدراكها في زمن نزول القرآن ولم يتم إثباتها إلا بالعلم الحديث
- الإعجاز التشريعي هو سمو ودقة التشريعات والمبادئ التي جاء بها القرآن الكريم وتميزها عن ما دونها من التشريعات بطريقة يستحيل على البشر الإتيان بها.
- الإعجاز الغيبي ويُقصد به إشارة القرآن الكريم لأمور غيبية لها علاقة بالماضي أو الحاضر أو المستقبل يستحيل على البشر التنبؤ بها.

### الإعجاز البياني
ويسمى أيضا بالإعجاز البلاغي وبالاعجاز اللغوي، ويعتبر أهم أنواع الإعجاز لأنه يتعلق باستخدام كلمات وعبارات القرآن الكريم وتركيب الجمل بحيث تكون واضحة ومفهومة ومختصرة حيث تظهر الفصاحة والبلاغة والبيان بصورة يفهمها القارئ ويظهر تأثيرها على السامعين. كان هذا الإعجاز أيضا هو التحدي الذي وجه إلى عرب الجاهلية الذين كانوا يمتازون بالفصاحة وبرز منهم العديد من أشهر الشعراء مثل امرؤ القيس وعنترة بن شداد وزهير بن أبي سلمى.
من الأمثلة على هذا النوع من الإعجاز هو استخدام القرآن الكريم لكلمتي “السنة” و “العام”. يقول الله في سورة العنكبوت ﴿وَلَقَدْ أَرْسَلْنَا نُوحًا إِلَى قَوْمِهِ فَلَبِثَ فِيهِمْ أَلْفَ سَنَةٍ إِلَّا خَمْسِينَ عَامًا فَأَخَذَهُمُ الطُّوفَانُ وَهُمْ ظَالِمُونَ ۝١٤﴾ [العنكبوت:14]
في اللغة العربية فإن (السنة، والعام) تعبير زماني يُستخدم في حساب الأيام، حيث أن كل منهما يُعادل اثني عشر شهرًا. أما الفرق بينهما فهو أن كلمة “السنة” تستخدم للدلالة على مقدار التعب والمشقة، في حين تأتي كلمة “العام” للدلالة على الراحة والاسترخاء؛ لذا استخدم القرآن كلمة (سنة) في وصف السنين التي عاشها النبي نوح ومعاناته مع قومه في الدعوة إلى الله تعالى والتي استمرت 950 سنة في حين أن المدة التي ارتاح فيها نوح كانت خمسين عام.
من الأمثلة أيضا على هذا النوع من الإعجاز ماذُكر في سورة يوسف، عندما طلب منه تفسير رؤيا الملك. يقول الله في سورة يوسف: ﴿يُوسُفُ أَيُّهَا الصِّدِّيقُ أَفْتِنَا فِي سَبْعِ بَقَرَاتٍ سِمَانٍ يَأْكُلُهُنَّ سَبْعٌ عِجَافٌ وَسَبْعِ سُنْبُلَاتٍ خُضْرٍ وَأُخَرَ يَابِسَاتٍ لَعَلِّي أَرْجِعُ إِلَى النَّاسِ لَعَلَّهُمْ يَعْلَمُونَ ۝٤٦ قَالَ تَزْرَعُونَ سَبْعَ سِنِينَ دَأَبًا فَمَا حَصَدْتُمْ فَذَرُوهُ فِي سُنْبُلِهِ إِلَّا قَلِيلًا مِمَّا تَأْكُلُونَ ۝٤٧ ثُمَّ يَأْتِي مِنْ بَعْدِ ذَلِكَ سَبْعٌ شِدَادٌ يَأْكُلْنَ مَا قَدَّمْتُمْ لَهُنَّ إِلَّا قَلِيلًا مِمَّا تُحْصِنُونَ ۝٤٨ ثُمَّ يَأْتِي مِنْ بَعْدِ ذَلِكَ عَامٌ فِيهِ يُغَاثُ النَّاسُ وَفِيهِ يَعْصِرُونَ ۝٤٩﴾ [يوسف:46–49].
حيث ذًكرت كلمة (سنين - جمع سنة) للدلالة على المشقة والتعب في الزراعة وسنوات الجفاف ثم ذكر القرآن كلمة (عام) وقرنها بجملة ﴿يُغَاثُ النَّاسُ وَفِيهِ يَعْصِرُونَ ۝٤٩﴾ [يوسف:49] والتي تعني ينزل عليهم المطر ويغيثهم. يزخر القرآن الكريم بالمئات من هذا النوع من الإعجاز البلاغي.
كما تروي كتب التاريخ  قصة الوليد بن المغيرة المعروف بعداءه الشديد للنبي محمد ﷺ والذي كان من أفصح العرب قولا وشعرا فقد شهد على بلاغة القرآن بعد أن سمع النبي محمد ﷺ مرة وهو يقرأ القرآن فعاد إلى قومه قائلا مقولته الشهيرة: «والله لقد سمعت من محمد آنفاً كلاماً؛ ما هو من كلام الأنس ولا من كلام الجن؛ والله إنَّ له لحلاوة، وإنَّ عليه لطلاوة، وإنَّ أعلاه لَمُثمِر، وإنَّ أسفَلهُ لَمُغدِق، وإنّه يعلو ولا يُعلى عليه»

### الإعجاز العلمي
ويعرف الإعجاز العلمي بأنه إخبار القرآن الكريم بحقيقةٍ علمية مشهودةٍ، ثبت عدم إمكانية إدراكها بالوسائل في زمن النبي محمد ﷺ. وهو إبراز الحقائق القرآنية التي أشارت إلى الحقائق الكونية المتعلقة بالآفاق والأنفس، والتي جاء العلم الحديث موافقاً لها.
حثَّ القرآن الكريم في كثير من آياته الناس على النظر والتدبر، وأمرهم بالنظر في هذا الكون وما فيه من آيات، لكي يقودهم هذا النظر إلى الإيمان بالله سبحانه وتوحيده وعبادته من خلال عدة آيات يمكن اعتبارها أساساً وأصلاً للإعجاز العلمي. يقول الله في سورة فصلت: ﴿سَنُرِيهِمْ آيَاتِنَا فِي الْآفَاقِ وَفِي أَنْفُسِهِمْ حَتَّى يَتَبَيَّنَ لَهُمْ أَنَّهُ الْحَقُّ أَوَلَمْ يَكْفِ بِرَبِّكَ أَنَّهُ عَلَى كُلِّ شَيْءٍ شَهِيدٌ ۝٥٣﴾ [فصلت:53]

### الإعجاز التشريعي
ومعناه أن القرآن الكريم قد راعى درجات البَشَرِ في العقل والفهم، وعلوِّ الهمَّة وضَعْفِها، فالقطعيُّ منه هو العامُّ، وغيرُ القطعي يتفاوت فيه الفهم، وهذا ما فعله النبي محمد ﷺ مع أصحابه عندما نزلت آية الخمر والميسر في سورة البقرة الدالَّة على تحريمهما دلالة ظنِّيَّة، فتركها بعضهم دون بعض، فأقرَّ النبي محمد كلاًّ على اجتهاده، إلى أن نزلت آيتا المائدة بالتحريم القطعي؛ ولذلك قال الله: ﴿وَتِلْكَ الْأَمْثَالُ نَضْرِبُهَا لِلنَّاسِ وَمَا يَعْقِلُهَا إِلَّا الْعَالِمُونَ ۝٤٣﴾ [العنكبوت:43] فالفرائض الدينيَّة والمحرَّمات الدينيَّة العامَّة لا يثبتان إلاَّ بنصٍّ قطعي يفهمه كلُّ الناس.

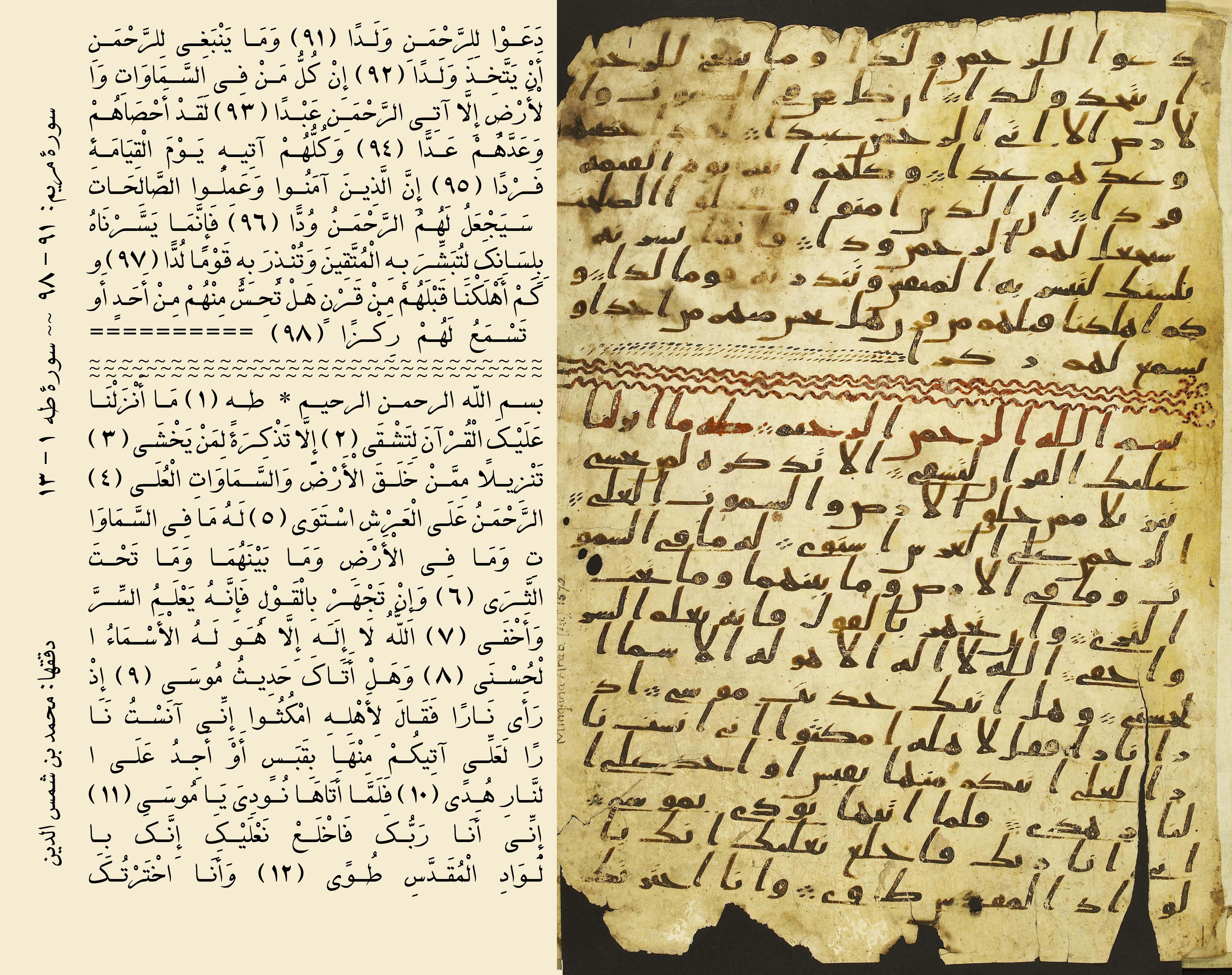
مخطوطة للقرآن عثر عليها في جامعة بيرمنغهام. وهي أحد أقدم مخطوطات القرآن اليوم

الإعجاز التشريعي هو إثبات عجز البشر جميعاًً أفرادا وجماعاتًً عـن الإتيـان بمثـل ما جـاء ِِبه القرآن من تشريعات وأحكام، تـتعلـــق بالفرد والأســـرة والمجتمع. ومن مميزات هذا الإعجاز هو الربانية، الشمول، العدل، اليسر، رفع الحرج، الدوام، رعاية مصالح البشر، التوازن بين المادة والروح، الكمال، والتوسط والإعتدال.
من الأمثلة على هذا النوع من الإعجاز هو آية الدَّيْن. يقول الله في سورة البقرة: ﴿يَا أَيُّهَا الَّذِينَ آمَنُوا إِذَا تَدَايَنْتُمْ بِدَيْنٍ إِلَى أَجَلٍ مُسَمًّى فَاكْتُبُوهُ وَلْيَكْتُبْ بَيْنَكُمْ كَاتِبٌ بِالْعَدْلِ وَلَا يَأْبَ كَاتِبٌ أَنْ يَكْتُبَ كَمَا عَلَّمَهُ اللَّهُ فَلْيَكْتُبْ وَلْيُمْلِلِ الَّذِي عَلَيْهِ الْحَقُّ وَلْيَتَّقِ اللَّهَ رَبَّهُ وَلَا يَبْخَسْ مِنْهُ شَيْئًا فَإِنْ كَانَ الَّذِي عَلَيْهِ الْحَقُّ سَفِيهًا أَوْ ضَعِيفًا أَوْ لَا يَسْتَطِيعُ أَنْ يُمِلَّ هُوَ فَلْيُمْلِلْ وَلِيُّهُ بِالْعَدْلِ وَاسْتَشْهِدُوا شَهِيدَيْنِ مِنْ رِجَالِكُمْ فَإِنْ لَمْ يَكُونَا رَجُلَيْنِ فَرَجُلٌ وَامْرَأَتَانِ مِمَّنْ تَرْضَوْنَ مِنَ الشُّهَدَاءِ أَنْ تَضِلَّ إِحْدَاهُمَا فَتُذَكِّرَ إِحْدَاهُمَا الْأُخْرَى وَلَا يَأْبَ الشُّهَدَاءُ إِذَا مَا دُعُوا وَلَا تَسْأَمُوا أَنْ تَكْتُبُوهُ صَغِيرًا أَوْ كَبِيرًا إِلَى أَجَلِهِ ذَلِكُمْ أَقْسَطُ عِنْدَ اللَّهِ وَأَقْوَمُ لِلشَّهَادَةِ وَأَدْنَى أَلَّا تَرْتَابُوا إِلَّا أَنْ تَكُونَ تِجَارَةً حَاضِرَةً تُدِيرُونَهَا بَيْنَكُمْ فَلَيْسَ عَلَيْكُمْ جُنَاحٌ أَلَّا تَكْتُبُوهَا وَأَشْهِدُوا إِذَا تَبَايَعْتُمْ وَلَا يُضَارَّ كَاتِبٌ وَلَا شَهِيدٌ وَإِنْ تَفْعَلُوا فَإِنَّهُ فُسُوقٌ بِكُمْ وَاتَّقُوا اللَّهَ وَيُعَلِّمُكُمُ اللَّهُ وَاللَّهُ بِكُلِّ شَيْءٍ عَلِيمٌ ۝٢٨٢﴾ [البقرة:282].
حيث دعا الإسلام إلى كتابة الدَّيْن والإشهاد عليه، ولكي يَعْلمَ الدائن والمدين أو وَرَثَتهم حقوقَهم وواجباتهم نحو بعضهم البعض، لأن مرور السنين مدعاة للنسيان، كما يُؤدّي عدم كتابة الدَّيْن إلى التنازُع، وإنكار المَدين الحقّ المتوجّب عليه نحو الدائن كما يحصل اليوم عند بعض الناس.واشترط الإسلام أن يكتب وثيقة الدَّيْن كاتِبٌ عالِمٌ بشروط العقود وتوثيقها وبأحكام الشريعة، وخبيرٌ بمعاملات الناس، وأن يتحرَّى العَدْل بين الطرفيْن بأن لا يَزيد ولا يُنقص في الدَّيْن الذي يكتبه، وفي هذا دعوة إلى أنه ينبغي أن يكون من بين الناس كتـََّابٌ مُتَخصِّصون للقيام بهذه المهمة، وهو ما يعرف اليوم (بكتـََّاب العَدْل) وهذه التسمية مقتبسة أصلا من النصّ القرآني.
ولا يكتفي القرآن بالدَّعْوة إلى كتابة الدين بل يدعو أيضاً إلى الإشهاد عليه زيادةً في التوثيق وحِرْصاً على حِفْظ الحقوق من النُّكران وذلك بطلب رَجُليْن شاهِدَيْن عَدليـْْن، فإذا تعذر وجودهما فليقم مقامهما رَجُلٌ وامرأتان من الذين يُرتضى وضعهم الاجتماعي وسيرتهم الحَسَنة ويقولون الحق. والحكمة في أن المرأتيْن تقومان مقام رجل واحد في الشهادة هي خشية أن تخطئ أو تنسى إحداهما، فتذكرها الأخرى، والسبب في خطئها أو نِسيانها هو قِلة ممارسة المرأة عادة للشؤون المالية، أما اشتغال النساء في هذا العصر بالمسائل المالية فلا يُغـيِّـِر الحكم، لأنَّ الأحكام إنما هي للأغلب.

### الإعجاز الغيبي
يطلق الإعجاز الغيبي على إخبار ما غاب عن النبي محمد ﷺ وقومه مما لم يشهدوه من حوادث وقعت، أو لم يحضروا وقتها، فلم يكونوا على علم بتفاصيلها، وهو يشمل غيب الماضي وغيب الحاضر وغيب المستقبل.
ومن الأمثلة على هذا النوع من الإعجاز هو الإخبار عن انتصار الروم على الفرس بعد أن كان الفرس قد هزموا الروم . جاء في سورة الروم: ﴿الم ۝١ غُلِبَتِ الرُّومُ ۝٢ فِي أَدْنَى الْأَرْضِ وَهُمْ مِنْ بَعْدِ غَلَبِهِمْ سَيَغْلِبُونَ ۝٣ فِي بِضْعِ سِنِينَ لِلَّهِ الْأَمْرُ مِنْ قَبْلُ وَمِنْ بَعْدُ وَيَوْمَئِذٍ يَفْرَحُ الْمُؤْمِنُونَ ۝٤ بِنَصْرِ اللَّهِ يَنْصُرُ مَنْ يَشَاءُ وَهُوَ الْعَزِيزُ الرَّحِيمُ ۝٥﴾ [الروم:1–5]
وأصل الحادثة أن الفرس انتصروا على الروم، فحزن المسلمون لأن الروم أهل كتاب بينما الفرس هم عبدة أوثان، فشَمَتَ كُفَّار مكَّة في النبي محمد ﷺ وأصحابه، فأنزل الله الآيات السابقة تحدِّيًا للعرب وبُشْرَى للمؤمنين. وتندرج هذه الأحداث تحت مفهوم الإعجاز الغيبي بالإخبار عن المستقبل وهذه الإخبارات الثلاثة هي:
- الإخبار بهزيمة الروم للفرس في بضع سنين.
- الإخبار بأن يوم هزيمة الفرس سيكون يوم فرح للمسلمين وهذا اليوم وافق اليوم الذي انتصر فيه المسلمون في معركة بدر .
- الإخبار بالمكان الذي سيُهزمون فيه وهو (أدنى الأرض).

تشير المصادر التاريخية الإجنبية  إلى أحداث هذه المعركة، حيث تذكر أن أول هزيمة للروم على يد الفرس كانت حوالي عام 617، بينما كان انتصار الروم على الفرس هو حوالي عام 627، والفرق بين التاريخين هو 10 سنوات تقريبا، وهو ما يوافق كلمة (بضع) في القرآن الكريم والتي تعني: العدد من ثلاثة إلى عشرة. حيث جاء في معجم لسان العرب:
«والبَضْع والبِضْعُ، بالفتح والكسر: ما بين الثلاث إِلى العشر، وبالهاء : من الثلاثة إِلى العشرة يضاف إِلى ما تضاف إِليه الآحاد لأَنه قِطْعة من
العدد»

بالإضافة إلى أن سورة الروم هي سورة مكية باتفاق أهل العلم (أي نزلت عندما كان النبي محمد ﷺ في مكة المكرمة قبل الهجرة إلى المدينة). والثابت في التاريخ الإسلامي أن هجرة النبي محمد ﷺ كانت في عام 622 ميلادي تقريبا. وهو ما يدل على أن إخبار القرآن بوقوع معركة بين الروم والفرس وانتصار الروم فيها جاء قبل وقوع المعركة أصلا. تذكر المصادر الأجنبية أحداث المعركة كما يلي:

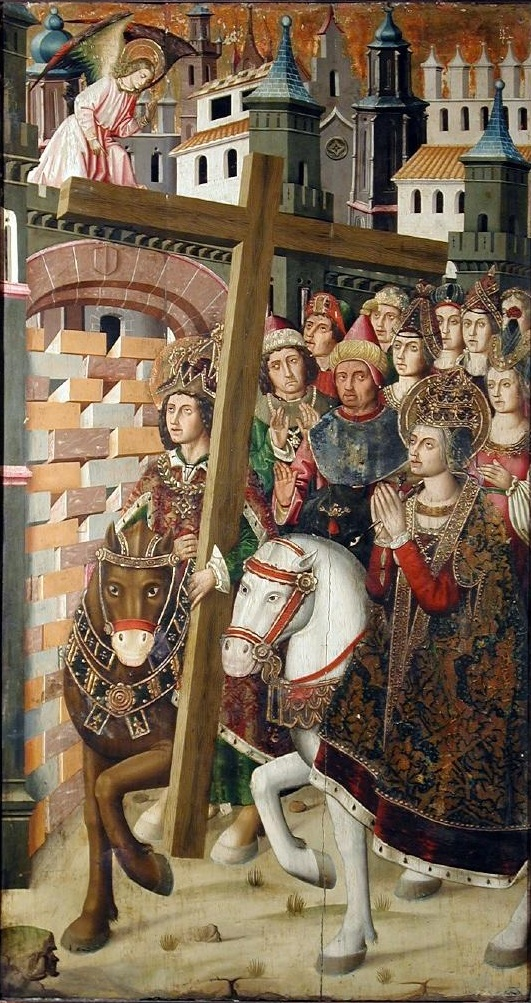
صورة تعبيرية تظهر هرقل وهو يحمل الصليب الحقيقي عائدا إلى القدس، برفقة القديسة هيلانة.

" عندما توفي خسرو (كسرى) الأول ملك الفرس بسبب اعتلال صحته، مرت بلاد فارس بسلسلة من انتقال الحكم والخلافة والتي أدت لاحقا إلى تنصيب خسرو (كسرى الثاني الملقب برويز) المدعوم من البيزنطيين (الروم) كملك على الفرس. وعندما قُتل الإمبراطور البيزنطي موريكيوس (الذي كان قد دعم كسرى الثاني لإعتلاء العرش الفارسي وكان صديقًا عزيزًا له)، تولى حكم البيزنطيين الإمبراطور فوقاس، أعلن كسرى الثاني الحرب على البيزنطيين في محاولة للانتقام من مغتصب السلطة (كان يقصد فوقاس). استولت جيوش الفرس على مدن دارا وآمد وإديسا (الرها) وهييرابوليس وحلب وأفاميا وقيسارية ودمشق وجميع المدن المحيطة في غضون ثماني سنوات (605-613). شعر كسرى الثاني بالفرح العارم بهذا النصر وقرر التخلي عن التسامح الديني الذي كان مزدهرا داخل الإمبراطورية الفارسية في العصور الأخمينية لذا أعلن أيضا الجهاد ضد المسيحيين.
بعد إعلانه عن الجهاد، انضم 26000 يهودي إلى جيشه، وفي عام 614 سقطت القدس في أيدي الفرس. وذُبح المسيحيين وأحرقت كنائسهم وسويت بالأرض ونُقل الصليب الحقيقي (الذي يُعتقد أن يسوع صُلب عليه) إلى بلاد فارس. في عام 616 استولى الفرس على الإسكندرية وبحلول عام 619 أصبحت كل مصر (حتى حدود إثيوبيا) مرة أخرى تحت الحكم الفارسي. في غضون ذلك، اجتاح جيش فارسي آخر آسيا الصغرى عام 617 (غزو شاهين لآسيا الصغرى) واستولى على مدينة خلقيدون. احتفظ الفرس بالمدينة لمدة عشر سنوات، ولم يكن يفصلهم عن القسطنطينية (العاصمة البيزنطيية) سوى مضيق البوسفور. فرض كسرى الثاني ضرائب على المقاطعات البيزنطية السابقة وجعلها في حالة فقر مدقع . ولأول مرة منذ سنوات عديدة، تمكن أحد الأطراف من السيطرة على أراضي الطرف الآخر.
عاد كسرى الثاني إلى قصره، وتم الترحيب بانتصاره باعتباره الانتصار الأخير لبلاد فارس على اليونان وروما، وانتصار الإله أهورامزدا على المسيح، وانتقامًا لخسارته في معارك ماراثون، وسلاميس، وبلاتيا، وأربيلا. لم يتبقى شيء من الإمبراطورية البيزنطية باستثناء عدد قليل من الموانئ البحرية الآسيوية (من صور إلى طرابزون)، وبعض أجزاء من إيطاليا، وصقلية، وأفريقيا، وساحل البلقان، واليونان، والعاصمة المحاصرة والقوات البحرية التي لم تُهزم بعد. كانت الهزيمة سيئة للغاية لدرجة أنه عندما اعتلى هرقل العرش أعلن نقل العاصمة إلى قرطاج حيث ستكون آمنة، لكن بطريرك القسطنطينية منعه . ومن المفارقات في النهاية، أن زوجة كسرى الثاني المفضلة والأكثر تأثيرًا كانت مسيحية، ومرة أخرى سمح كسرى الثاني بالتسامح مع المسيحية في بلاد فارس.
ومع ذلك، فإن البيزنطيين لم يُهزموا بشكل الكامل . فبعد عشر سنوات، تمكن هرقل (خليفة فوقاس) الذي حكم من 610 إلى 641، من بناء جيش جديد. في عام 624 أبحر عبر البحر الأسود، ووصل إلى أرمينيا، وغزا بلاد فارس من الخلف، وهي المعركة التي عرفت بالحملة الصليبية البيزنطية، بينما هاجم حلفاؤه الأتراك بلاد فارس عبر جورجيا. كانت بلاد فارس التي انتشرت قواتها من الأناضول إلى مصر غير مستعدة لمثل هذا الهجوم، الذي أثبت أنه حاسم في حملة هرقل.
وكما دنس كسرى الثاني القدس، انتقم هرقل ودمر مدينة كلوروميا (مسقط رأس زرادشت النبي الفارسي وأطفأ نورها المقدس). هزم هرقل جيش كسرى الثاني في أرمينيا، بينما هزم شقيقه ثيودوروس جيشًا ثانيًا للفرس في الغرب. في هذه الأثناء، حاصر الفرس وحلفاؤهم الآفار مدينة القسطنطينية عام 626 لكن هذا الحصار فشل. كانت آخر معركة بين البيزنطيين والفرس هي معركة نينوى عام 627، والتي انتهت بهزيمة الفرس . فر كسرى الثاني إلى مدينة طيسفون، حيث قُتل لاحقًا على يد أحد أبنائه (كافاد الثاني)، الذي تصالح لاحقًا مع هرقل وقام بإعادة جميع الأراضي التي احتلتها بلاد فارس إلى البيزنطيين مع الصليب الحقيقي ".

## وصلات خارجية
- الإعجاز البلاغي في القرآن
- الإعجاز التشريعي في القرآن
- الإعجاز في علوم الأرض
- الهيئة العالمية للإعجاز العلمى في القرآن والسنة
- الإعجاز الهندسي في القرآن الكريم على يوتيوب، قناة الجزيرة مباشر، 23 يوليو 2009